# 六本木アイドルフェスティバル
六本木アイドルフェスティバル（ろっぽんぎアイドルフェスティバル）は、アイドルを中心としたテレビ朝日主催の音楽イベント。略称は「RIF」。

## 概要
アイドルお宝くじ、musicる TVのスペシャル企画である愛踊祭、@JAMが強力タッグを組み2017年から開催。総合プロデューサーは前田健太郎。
2017年はテレビのオンエアから逆算してイベントを作っており、ほとんどの出演者の持ち時間が10分ほどしかなかった。2018年以降は短くとも15分の持ち時間が与えられている。
2019年からシャッフルカラオケ企画を行っている。企画の前の出演者は持ち時間が少ないグループで、後の出演者は持ち時間が多い出演者となっている。
現在は、各スタッフが出演を希望するグループを提出し、話し合いのもとラインナップを決定している。

## 夏開催

### 2017年
- 開催日：2017年7月29日、30日
- 会場：SUMMER STATION LIVE アリーナ
- 出演者（29日）
  - アップアップガールズ（仮）
  - 上野優華
  - 大阪☆春夏秋冬
  - 神宿/サクラノユメ。
  - G☆Girls
  - SUPER☆GiRLS
  - 絶叫する60度
  - sora tob sakana
  - つりビット
  - 転校少女歌撃団
  - 東京パフォーマンスドール
  - Party Rockets GT
  - ピンキー！ノーラ&ペトラ
  - フィロソフィーのダンス
  - ベイビーレイズJAPAN
  - La PomPon
  - アップアップガールズ（2）
  - on and Go!
  - 西井万理那
- 出演者（30日）
  - アイドルネッサンス
  - アップアップガールズ（仮）
  - 神宿
  - Cheeky Parade
  - 9nine
  - 原宿物語
  - まねきケチャ
  - 妄想キャリブレーション
  - LinQ
  - わーすた
  - アップアップガールズ（2）
  - アンジュルム
  - CY8ER

### 2018年
- 開催日：2018年7月28日、29日
- 総合司会：電脳少女シロ
- アシスタントMC（29日のみ）：クロちゃん（安田大サーカス）
- 出演者（28日）
  - アップアップガールズ（仮）
  - アップアップガールズ（2）
  - 神宿
  - sora tob sakana
  - Task have Fun
  - 転校少女*
  - 26時のマスカレイド
  - フィロソフィーのダンス
  - ベイビーレイズJAPAN
  - ベボガ!
  - まなみのりさ
  - まねきケチャ
  - 愛乙女☆DOLL
  - わーすた
  - 赤ちょこ（オープニングアクト）
- 出演者（29日）
  - 大阪☆春夏秋冬
  - SUPER☆GiRLS
  - 寺嶋由芙
  - でんぱ組.inc
  - 東京女子流
  - 9nine
  - 虹のコンキスタドール
  - PASSPO☆
  - 妄想キャリブレーション
  - monogatari
  - 桃色革命
  - Someday Somewhere（ラストアイドルファミリー）
  - シュークリームロケッツ（ラストアイドルファミリー）
  - Love Cocchi（ラストアイドルファミリー）
  - LaLuce（ラストアイドルファミリー）
  - LinQ
  - ONE CHANCE
  - Spindle（オープニングアクト）
  - CYNHN（オープニングアクト）

串カツ田中1日店長売上バトル
開催場所：串カツ田中 テレ朝夏祭り店
優勝者：寺嶋由芙

### 2019年
- 開催日：2019年7月26日、27日、28日
- VTR出演（26日、27日）：電脳少女シロ
- MC（28日）：玉井杏奈
- 出演者（26日）
  - ＝LOVE
  - AKB48チーム8 RIF選抜
  - たこやきレインボー
  - ナナランド
  - 原田珠々華
  - BenjaminJasmine
  - ラストアイドル
  - Spindle（オープニングアクト）
- 出演者（27日）
  - アップアップガールズ（仮）
  - アップアップガールズ（2）
  - R2K
  - 大阪☆春夏秋冬
  - 神宿
  - CYNHN
  - SUPER☆GiRLS
  - Task have Fun
  - 26時のマスカレイド
  - フィロソフィーのダンス
  - 真っ白なキャンバス
  - monogatari
  - ラストアイドル
  - ONE CHANCE
  - アップアップガールズ（プロレス）（オープニングアクト）
  - Jewel☆Ciel（オープニングアクト）
- 出演者（28日）
  - 寺嶋由芙
  - 転校少女*
  - でんぱ組.inc
  - 東京女子流
  - なんきんペッパー
  - 虹のコンキスタドール
  - はっちゃけ隊
  - Pimm's
  - predia
  - まねきケチャ
  - LinQ
  - わーすた
  - かみやど（オープニングアクト）
  - 悲撃のヒロイン症候群（オープニングアクト）

### 2020年
- 開催日：2020年8月9日、10日
- 出演者（9日）
  - 大阪☆春夏秋冬
  - 転校少女*
  - ♯ババババンビ
  - FES☆TIVE
  - ラストアイドル
  - LinQ
- 出演者（10日）
  - アキシブproject
  - アップアップガールズ（2）
  - 26時のマスカレイド
  - はっちゃけ隊
  - 真っ白なキャンバス
  - ラストアイドル
  - アップアップガールズ（仮）
  - AKB48チーム8 RIF選抜2020
  - 神宿
  - Pimm’s
  - フィロソフィーのダンス
  - predia
  - 夢みるアドレセンス

### 2021年
- 開催日：2021年7月31日、8月1日
- 会場：LINE CUBE SHIBUYA（31日）、KT Zepp Yokohama（1日）
- MC：玉井杏奈
- 9月18日、19日にCSテレ朝チャンネル1で放送。
- 出演者（31日）
  - アップアップガールズ（仮）
  - FMF
  - 神宿
  - クマリデパート
  - Gran☆Ciel
  - SUPER☆GiRLS
  - Task have Fun
  - 26時のマスカレイド
  - Peel the Apple
  - Pimm’s
  - predia
  - 真っ白なキャンバス
  - まねきケチャ
  - 夢みるアドレセンス
  - LinQ
  - わーすた
  - THE ORCHESTRA TOKYO（オープニングアクト）
- 出演者（1日）
  - Appare!
  - アップアップガールズ（2）
  - ukka
  - AKB48チーム8 RIF東日本選抜
  - STU48 瀬戸内PR部隊
  - 大阪☆春夏秋冬
  - CROWN POP
  - シンデレラ宣言!
  - 転校少女*
  - 東京女子流
  - ≠ME
  - はっちゃけ隊
  - ＃ババババンビ
  - フィロソフィーのダンス
  - FES☆TIVE
  - ラストアイドル
  - パラディーク（オープニングアクト）

### 2022年
- 開催日：2022年7月29日、30日、31日
- 会場：六本木ヒルズアリーナ
- MC：玉井杏奈
- 出演者（29日）
  - INUWASI
  - ukka
  - AKB48チーム8 RIF選抜
  - クマリデパート
  - CloudyCloudy
  - CROWN POP
  - Gran☆Ciel
  - SAISON
  - ナナランド
  - 風男塾
  - You Never Know
  - Girl's Time（オープニングアクト）
  - 未来サプライズ（オープニングアクト）
- 出演者（30日）
  - ≒JOY
  - 真っ白なキャンバス
  - まねきケチャ
  - LinQ
  - わーすた
  - elsy（オープニングアクト）
  - BABY-CRAYON〜1361〜（オープニングアクト）
- 出演者（31日）
  - アップアップガールズ（2）
  - STU48 RIF選抜
  - THE ORCHESTRA TOKYO
  - OCHA NORMA
  - シンデレラ宣言!
  - SUPER☆GiRLS
  - 東京女子流
  - 26時のマスカレイド
  - NELN
  - はっちゃけ隊
  - Peel the Apple
  - Pimm's
  - フィロソフィーのダンス
  - まなみのりさ
  - 月に足跡を残した6人の少女達は一体何を見たのか…（オープニングアクト）
  - テラス×テラス（オープニングアクト）

### 2023年[2]
- 開催日：2023年7月29日、30日
- 会場：六本木ヒルズアリーナ
- MC：新木さくら
- 出演者（29日）
  - iLiFE!
  - クマリデパート
  - JamsCollection
  - SUPER☆GiRLS
  - 高嶺のなでしこ
  - 夏の月を夢みて
  - 虹のコンキスタドール
  - ×純文学少女歌劇団
  - FRUITS ZIPPER
  - MyDearDarlin'
  - まねきケチャ
  - 夜光性アミューズ
  - わーすた
  - @onefive
  - LinQ Qty
  - ルルネージュ
  - Onephony
- 出演者（30日）
  - Appare!
  - アップアップガールズ(仮)
  - アップアップガールズ(2)
  - アンスリューム
  - INUWASI
  - ukka
  - THE ORCHESTRA TOKYO
  - CloudyCloudy
  - CROWN POP
  - Gran☆Ciel
  - タイトル未定
  - Task have Fun
  - 手羽先センセーション
  - 東京女子流
  - はっちゃけ隊
  - ♯ババババンビ
  - Peel the Apple
  - Pimm's
  - フィロソフィーのダンス
  - FES☆TIVE
  - マジカル・パンチライン
  - LinQ
  - アルテミスの翼
  - GANGDEMIC

### 2024年
- 開催日：2024年7月27日、28日
- 会場：六本木ヒルズアリーナ
- MC：玉井杏奈
- 出演者（27日）
  - ≒JOY
  - Peel the Apple
  - ×純文学少女歌劇団
  - 風男塾
  - MyDearDarlin'
  - マジカル・パンチライン
  - rad sound rebels
  - ラフ×ラフ
  - ルルネージュ
  - AsIs
  - なみだ色の消しごむ
- 出演者（28日）
  - fishbowl
  - フィロソフィーのダンス
  - FES☆TIVE
  - FRUITS ZIPPER
  - 真っ白なキャンバス
  - LinQ
  - わーすた
  - Onephony
  - PANDAMIC
  - LIIiEN

## 番外編

### 出張!六本木アイドルフェスティバル in 渋谷
- 開催日：2019年2月17日
- 会場：O-EAST
- MC：玉井杏奈
- 協賛：Rakuten、Cyber Agent
- 出演者
  - SUPER☆GiRLS
  - Task have Fun
  - 寺嶋由芙
  - まねきケチャ
  - 妄想キャリブレーション
  - シュークリームロケッツ（ラストアイドルファミリー）
  - LaLuce（ラストアイドルファミリー）
  - わーすた
  - アップアップガールズ（仮）
  - AKB48 チーム8 RIF選抜（6名）
  - 神宿
  - 転校少女*
  - 東京女子流
  - ときめき♡宣伝部
  - なんきんペッパー
  - 26時のマスカレイド
  - monogatari

### 出張!六本木アイドルフェスティバル in 激辛グルメ祭り
- 開催日：2019年9月7日、8日
- 会場：新宿BLAZE
- MC：玉井杏奈（7日）、水城夢子（8日）
- 出演者
  - こぶしファクトリー
  - たこやきレインボー
  - 転校少女*
  - 虹のコンキスタドール
  - フィロソフィーのダンス
  - 26時のマスカレイド
  - わーすた
  - 神宿
  - まねきケチャ

### GWだよ!六本木アイドルフェスティバル
- 開催日：2021年5月1日、2日
- 会場：EXシアター六本木
- 政府が発出した緊急事態宣言およびイベント自粛要請を受け、開催中止。代わりにCSテレ朝チャンネル1にて生放送で実施。
- 出演者
  - 東京女子流（vol.1）
  - BEYOOOOONDS（vol.1）
  - アップアップガールズ（2）（vol.2）
  - ＃ババババンビ（vol.2）
  - フィロソフィーのダンス（vol.3）
  - ラストアイドル（vol.3）
  - まねきケチャ（vol.4）
  - わーすた（vol.4）
  - SUPER☆GiRLS（vol.5）
  - 26時のマスカレイド（vol.5）

### 1日遅れのXmasだよ！六本木アイドルフェスティバル
- 開催日：2021年12月26日
- 出演者
  - アップアップガールズ（仮）
  - CloudyCloudy
  - 小山ひな（神宿）
  - 刹那的アナスタシア
  - Task have Fun
  - 転校少女*
  - フィロソフィーのダンス
  - ラストアイドル
  - メイビーME
  - アップアップガールズ（2）
  - AKB48チーム8 RIF選抜
  - THE ORCHESTRA TOKYO
  - 大阪☆春夏秋冬
  - 東京女子流
  - ＃ババババンビ
  - predia
  - まねきケチャ
  - NELN

### スカポンフェス
- スカパー！アイドルフェス！とタッグを組み開催。
- 開催日：2022年3月25日
- 会場：EXシアター六本木
- MC：宮崎由加
- 2022年5月9日、CSテレ朝チャンネル1にて放送[3][4]。
- 出演者
  - アップアップガールズ（仮）
  - ukka
  - SKE48
  - OCHA NORMA
  - 東京女子流
  - 26時のマスカレイド
  - ラストアイドル

### ニューイヤーだよ！六本木アイドルフェスティバル
- 開催日：2023年1月7日
- 会場：EXシアター六本木
- 出演者
  - アップアップガールズ（仮）
  - アンスリューム
  - INUWASI
  - AKB48チーム8 RIF選抜
  - HKT48
  - THE ORCHESTRA TOKYO
  - 神宿
  - JamsCollection
  - 高嶺のなでしこ
  - 東京女子流
  - ＃ババババンビ
  - Peel the Apple
  - Pimm’s
  - フィロソフィーのダンス
  - FES☆TIVE
  - FRUITS ZIPPER
  - MyDearDarlin'
  - マジカル・パンチライン
  - 真っ白なキャンバス
  - まねきケチャ
  - わーすた
  - カラフルスクリーム（オープニングアクト）
- 開催日:2024年1月6日
- 会場：EXシアター六本木
- 出演者
  - iLiFE!
  - アンスリューム
  - INUWASI
  - HKT48
  - THE ORCHESTRA TOKYO
  - CANDY TUNE
  - JamsCollection
  - SUPER☆GiRLS
  - タイトル未定
  - 高嶺のなでしこ
  - Task have Fun
  - 東京女子流
  - ＃2i2
  - 虹のコンキスタドール
  - NEO JAPONISM
  - ＃ババババンビ
  - Peel the Apple
  - FES☆TIVE
  - ×純文学少女歌劇団
  - FRUITS ZIPPER
  - MyDearDarlin'
  - 真っ白なキャンバス
  - わーすた
  - @onefive
- 開催日:2025年1月4日
- 会場：EXシアター六本木
- 出演者
  - Appare!
  - THE ORCHESTRA TOKYO
  - かすみ草とステラ
  - カラフルスクリーム
  - CANDY TUNE
  - CUTIE STREET
  - JamsCollection
  - SWEET STEADY
  - SUPER☆GiRLS
  - 高嶺のなでしこ
  - Task have Fun
  - 東京女子流
  - ドラマチックレコード
  - 虹のコンキスタドール
  - ＃ババババンビ
  - Peel the Apple
  - FES☆TIVE
  - FRUITS ZIPPER
  - WHITE SCORPION
  - MyDearDarlin'
  - まねきケチャ
  - ラフ×ラフ
  - わーすた
  - Ma'Scar'Piece